# 小池良介
小池 良介（こいけ りょうすけ、1967年2月27日 - ）は、日本人のスタンダップ・コメディアン、社会保険労務士。Rio Koikeのステージネームを用いてアメリカ・ニューヨークを中心に活躍している。

## 経歴
愛知県幡豆郡一色町（現・西尾市）生まれ。愛知県立西尾東高等学校卒業。関西大学社会学部在学中に社交ダンス学生選手権で準優勝を果たす。世界一のダンサーを目指してアメリカ合衆国に渡るが果たせず、挫折する。マジックもやるが、これも目が出ず。一度日本へ帰国し、30歳の時に今度はニューヨーク市へ渡る。何をやって良いか判らずにいたところ、ルームメイトが見ていたテレビのコメディ番組をいっしょに見て、ルームメイトが解説してくれたことからコメディに興味を抱く。新聞でコメディを教える有料クラスがあることを知り、参加した。
その後、NBCのお笑いコンテスト番組である『ラストコミックスタンディング』に出演し、非英語圏出身人物、および、アジア人としては初となる準決勝進出を遂げた。
2023年から明治大学大学院経営学研究科に社会人学生として入学し、2025年に経営学修士（MBA）を取得。大学院在学中に明治大学お笑いサークル木曜会Zに入会し、大学お笑いの大会であるNOROSHIにも出場した。

## 芸風
自分が日本人であることを利用し、観客の想像を裏切らない笑いを特徴とする。一例として、日本人はソニーやトヨタ自動車といった世界的な日本企業のイメージから「機械に強い」という印象を一般的なアメリカ人に持たれている。あるステージで照明が切れた際に「（照明の修理ができると思って）日本人である自分を呼んだんだな。」とアドリブの台詞で、会場を沸かせた。また、自身が日本人、アジア人であることの自虐ネタも多い。